# Królestwo Sardynii
Królestwo Sardynii – państwo historyczne istniejące od średniowiecza, od 1720 pod rządami dynastii sabaudzkiej, w 1743 połączone z Księstwem Sabaudii-Piemontu.
Na początku XIX wieku obejmowało Piemont, Ligurię, Sardynię i Sabaudię, stanowiąc jedno z najsilniejszych i najzamożniejszych państw na Półwyspie Apenińskim, przez co w połowie XIX wieku zapoczątkowało proces zjednoczenia Włoch (wł. Risorgimento). Powstanie w jego wyniku zjednoczonego państwa włoskiego w 1861 jednocześnie zakończyło istnienie Królestwa Sardynii.

## Przed rządami dynastii sabaudzkiej

### XII-XIII wiek

Giudicati Sardynii

Pierwszym królem Sardynii został w 1164 Barisone II, władca („sędzia”, wł. giudice) Arborei, jednego z lokalnych niewielkich państw sardyńskich (giudicati), dzięki poparciu cesarza Fryderyka Barbarossy, który przyznał mu koronę królewską w zamian za obietnicę znacznego corocznego trybutu. Wskutek nie wypełnienia zobowiązania cesarz wkrótce (1165) jednak przekazał arcybiskupom Pizy formalną zwierzchność nad wyspą.
W XIII wieku sardyńskie giudicati znalazły się w zależności od Genui oraz Pizy, która do końca stulecia opanowała większość terytorium wyspy. W 1297 papież Bonifacy VIII, chcąc dyplomatycznie rozwiązać wywołaną przez nieszpory sycylijskie wojnę Aragonii i Andegawenów, ustanowił Królestwo Sardynii i Korsyki (Regnum Sardiniae et Corsicae), nadając je w lenno władcy Aragonii Jakubowi II wraz z obietnicą pomocy przeciw Pizie w uzyskaniu rzeczywistej kontroli nad wyspami (w zamian za rezygnację z roszczeń do Sycylii).

### XIV wiek
W 1323 Jakub II zawierając sojusz z giudice Arborei, w ciągu roku zajął kontrolowane przez Pizańczyków terytoria Cagliari, Gallury i miasto Sassari, włączając je do Królestwa Sardynii i Korsyki. W 1353 Aragonia wypowiedziała wojnę Arborei, a następnie toczyła walki z jej władczynią Eleanorą z Arborei, nie będąc jednak w stanie zająć ostatniego niezależnego sardyńskiego państwa aż do 1410 – na pewien czas Arborea opanowała nawet całe terytorium wyspy z wyjątkiem Cagliari.

Flaga Księstwa Sabaudii

Królestwo Sardynii i Korsyki utrzymało niezależność w ramach Korony Aragońskiej i nie zostało bezpośrednio przyłączone do Królestwa Aragonii. W czasie walk z Arboreą król Piotr IV Aragoński nadał Królestwu Sardynii autonomiczną legislaturę. Królestwo było zarządzane odtąd w imieniu władców Aragonii przez wicekrólów Sardynii.

### XV-XVII wiek
W 1409, po ostatecznym pokonaniu Arborei w bitwie pod Sanluri zmarł w Cagliari wnuk Piotra IV, król Sycylii Marcin I, następca tronu Aragonii. Sardynia przeszła wtedy razem ze wszystkimi posiadłościami Aragończyków do kastylijskiej dynastii Trastamara. Następnie przez wiele wieków dzieliła losy Aragonii, stając się częścią korony hiszpańskiej.

## W czasach rządów dynastii sabaudzkiej

### XVIII wiek

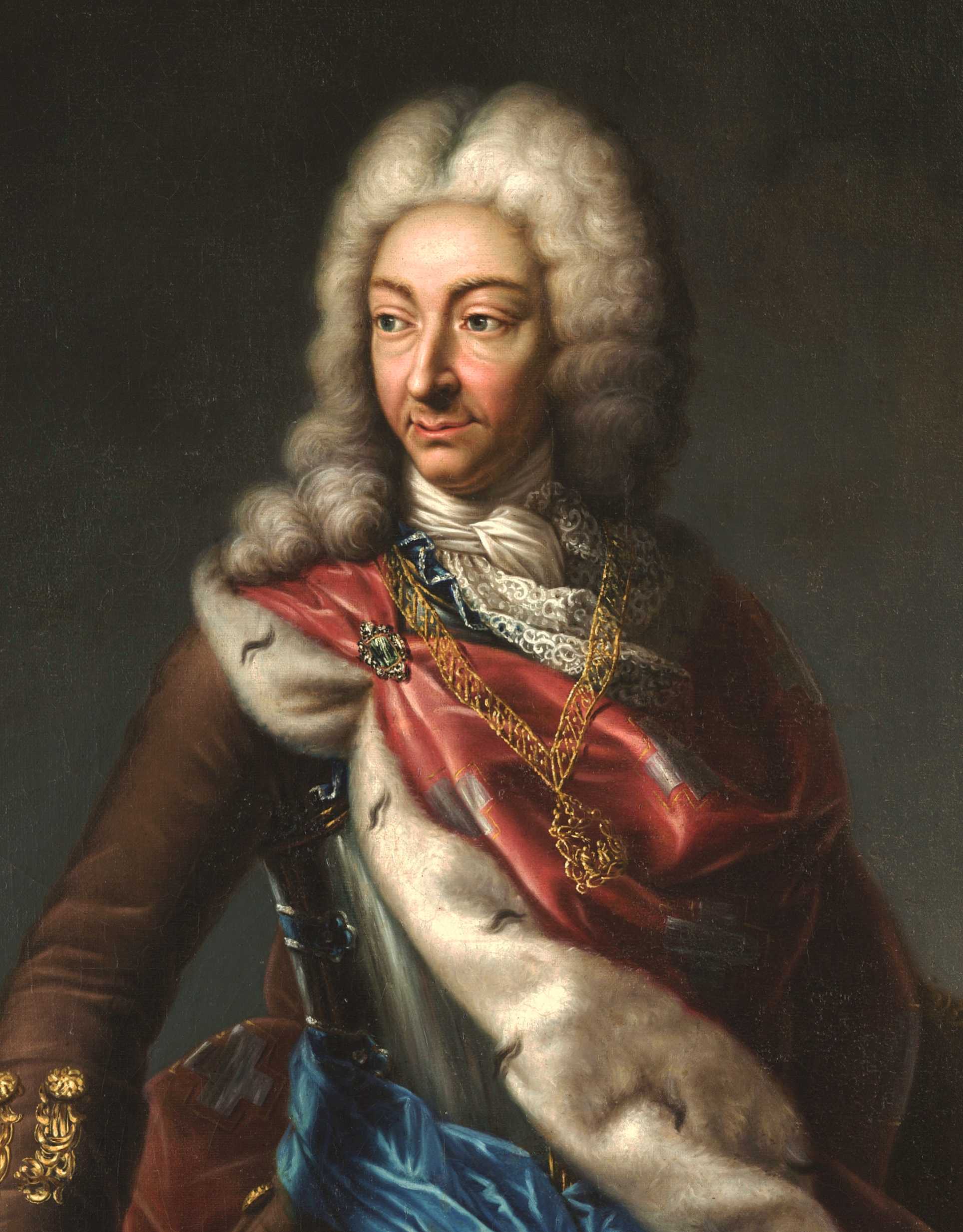
Wiktor Amadeusz II

W 1708, podczas hiszpańskiej wojny sukcesyjnej dostała się pod panowanie austriackie. W 1717 Hiszpania jednak ponownie zajęła Sardynię, a w 1718 także należącą do Sabaudii Sycylię – co stało się przyczyną utworzenia czwórprzymierza Wielkiej Brytanii, Francji, Austrii i Niderlandów przeciw Hiszpanii, oraz wybuchu hiszpańskiej wojny z koalicją angielsko-francusko-austriacką. W kończącym tę wojnę traktacie w Hadze król Sabaudii Wiktor Amadeusz II zgodził się oddać Sycylię Austrii w zamian za Sardynię.
Po tej wymianie władcy z dynastii sabaudzkiej (Wiktor Amadeusz II) przyjęli tytuł królów Sardynii. W 1743 r., za panowania Karola Emanuela III Królestwo Sardynii zostało połączone z Piemontem w Królestwo Sardynii. Mimo oficjalnej nazwy, jego trzon terytorialny stanowiły Sabaudia i Piemont, a stolicą był piemoncki Turyn.
Karol Emanuel III podstawy swej polityki zagranicznej opierał na sojuszu z Austriakami. Dlatego poparł cesarzową Marię Teresę, gdy wybuchła wojna o austriacką sukcesję (1741-1748). Żołnierzy połączonych wojsk austriacko-sardyńskich określano jako „Austrosardów”, natomiast ich francusko-hiszpańskich przeciwników nazywano „Gallispanami”. Władca zmuszony był przeciwstawić się francusko-hiszpańskiej inwazji na Sabaudię. Kiedy obce wojska wkroczyły do Piemontu, w 1744 osobiście uczestniczył w obronie twierdzy Cuneo przed oblegającymi Francuzami i Hiszpanami. W 1745 na czele ok. 20-tysięcznej armii pokonał dwie armie o łącznej liczebności 60 tysięcy. Opanowane zostały jednak ważne twierdze, jak Alessandria, Asti i Casale, choć po uzyskaniu austriackiej pomocy (1746) udało się odzyskanie dwóch pierwszych. W 1747, w bitwie pod Assietta Karol Emanuel odniósł doniosłe zwycięstwo nad wojskami francuskimi, przesądzające o dalszym losie wojny, kiedy jej front przeniósł się do Niderlandów. Rezultaty pokoju w Akwizgranie (1748) wykazały również jego zdolności jako negocjatora: odzyskał prowincję nicejską i sabaudzką, otrzymał lombardzkie Vigevano oraz inne terytorialne nabytki na Nizinie Padańskiej.

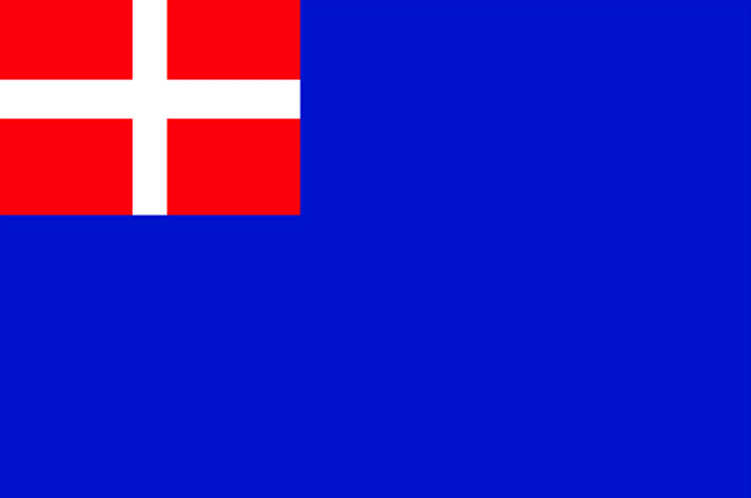
Flaga Królestwa Sardynii (1728–1802) z krzyżem sabaudzkim

Od lat pięćdziesiątych XVIII wieku aż do wojen rewolucyjnych pod koniec stulecia sytuacja polityczna w Italii uległa stabilizacji. Jednakże bitna i dobrze wyposażona armia sardyńska, wyćwiczona według fryderycjańskich wzorów pruskich, po 1748 (przed okresem wojen rewolucyjnych) utraciła swe walory bojowe.
Wielkim osiągnięciem Karola Emanuela III była dokonana w 1770 roku kodyfikacja prawa. Jej autorem był zarówno sam król, jak i jego pierwszy minister hrabia Giambattista Lorenzo Bogino (1701–1784). Razem zlikwidowali resztki poddaństwa chłopów i założyli w Turynie Akademię Nauk. Reformy były podejmowane w duchu częściowo Oświecenia a częściowo typowego absolutyzmu klasycznego.

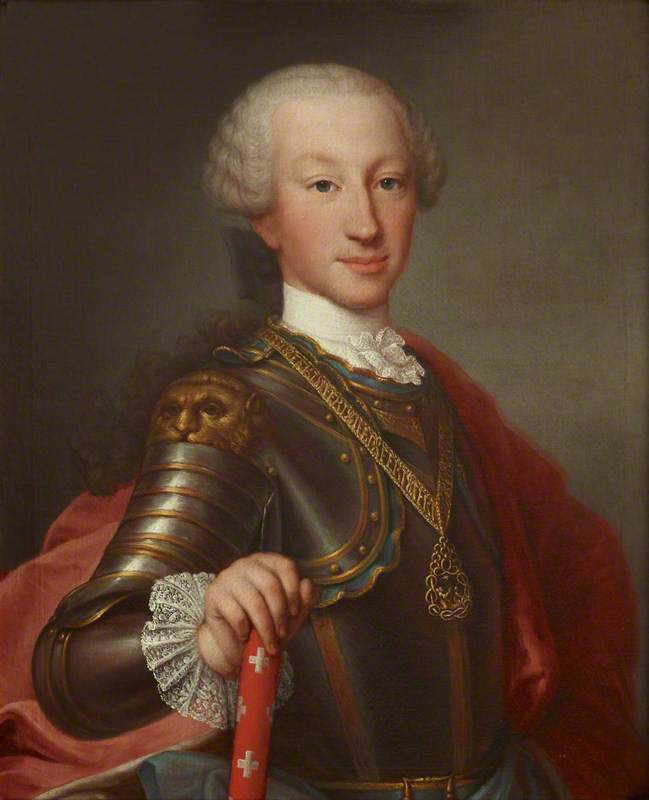
Wiktor Amadeusz III

Kościół przeciwny był reformom, ponieważ niektóre z nich godziły w jego interesy. Z 309707 mieszkańców wyspy Sardynia aż 10.108 było duchownymi. Mieli oni liczne przywileje i własne sądownictwo, na co niechętnie patrzyli król Karol i minister Bogino.
Lata 1773–1796, kiedy panował Wiktor Amadeusz III był to okres reakcji klerykalno-monarchistycznej. Giambattista Lorenzo Bogino został wygnany, a do państwa wprowadzona została papieska inkwizycja. Z państwa (mieszkał w Turynie) uchodzić musiał również liberalny myśliciel i historyk Carlo Denina (1731–1813), który schronił się na dworze króla Prus Fryderyka Wielkiego.
Gdy w 1796 Napoleon I podbił kontynentalne terytorium Królestwa razem z całymi północno-zachodnimi Włochami, król Karol Emanuel IV schronił się na 15 lat na wyspie Sardynii, nie zajętej przez Napoleona. Siedzibą dworu sabaudzkiego było wtedy Cagliari.
W latach 1730–1805 walutą był skud, a potem lir.

### XIX wiek

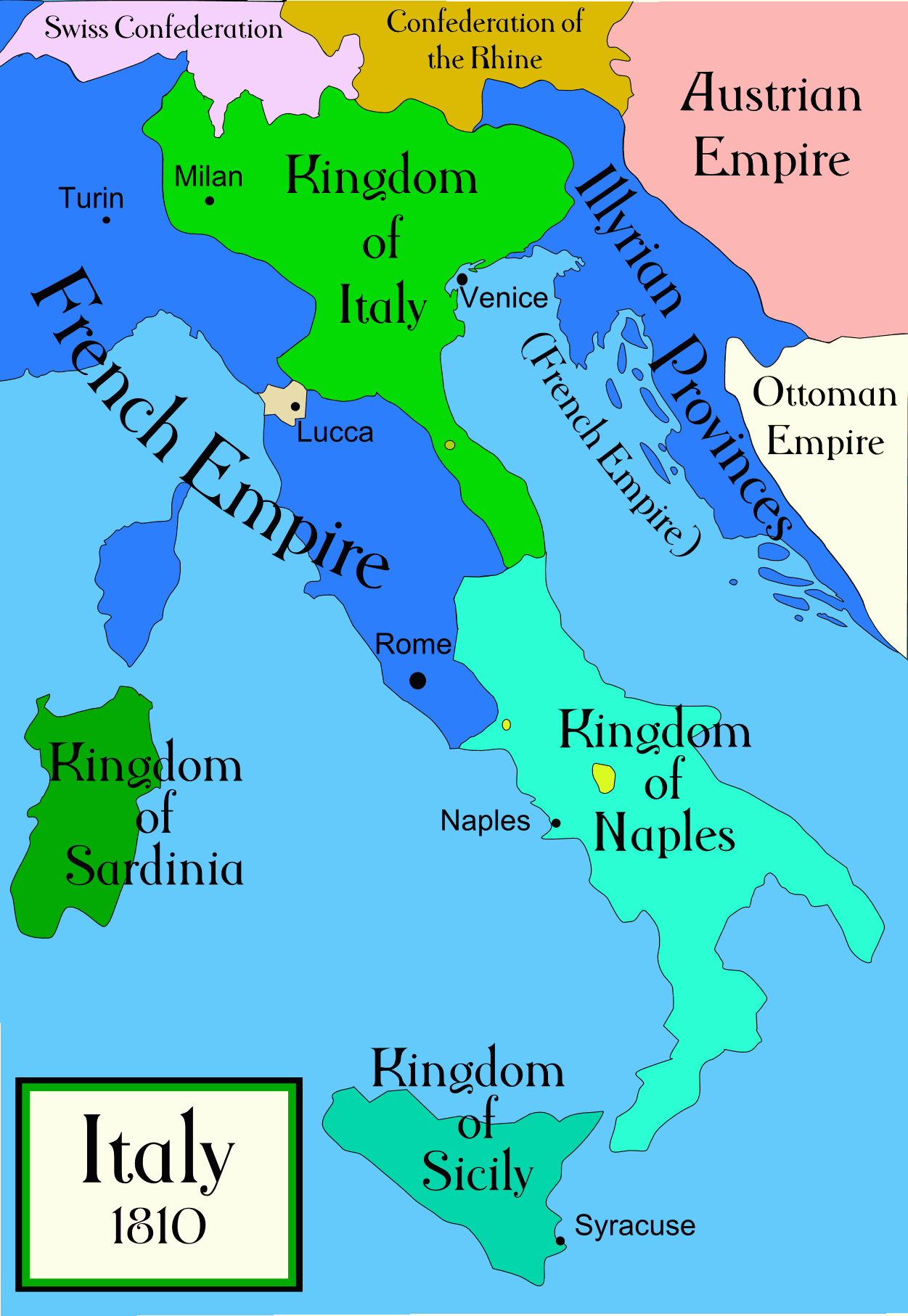
Państwa włoskie w 1810

W 1814 królestwo zostało odnowione i znacznie powiększone – przyłączono do niego tereny Republiki Genueńskiej, zamienione w księstwo, jako że legitymistyczne zasady kongresu wiedeńskiego nie dotyczyły republik. Królestwo Sardynii miało być państwem buforowym między Francją a Półwyspem Apenińskim, znajdującym się pod wpływami Austrii.
W okresie restauracji Sardynią rządzili zachowawczy władcy, Wiktor Emanuel I i Karol Feliks, który był dowódcą sardyńskiego korpusu wojskowego walczącego w bitwie pod Trocadero, która pozwoliła zachować Ferdynandowi VII tron Hiszpanii. W 1831 tron objął bardziej umiarkowanie konserwatywny Karol Albert. Za jego rządów Królestwo Sardynii weszło w okres rewolucji przemysłowej. W czasie Wiosny Ludów (1848) pod wpływem nacisków liberałów, Królestwo Sardynii otrzymało konstytucję, Statuto Albertino. W tym samym roku, również pod wpływem nacisków liberałów, Sardynia wypowiedziała wojnę Austrii, którą pomimo początkowych sukcesów Sardynia przegrała.
Jak całe Włochy, Królestwo Sardynii nękane było niestabilnością polityczną i stałymi zmianami rządów. Po krótkiej, ale nieszczęśliwej drugiej wojnie z Austrią, Karol Albert 23 marca 1849 abdykował na rzecz syna, Wiktora Emanuela II. W 1850 powstał liberalny rząd hrabiego Camilla Cavoura, a królestwo Sardynii stało się motorem procesu jednoczenia Włoch. Sardynia wzięła wtedy udział w wojnie krymskiej, w której walczyła razem z Imperium Osmańskim, Wielką Brytanią i Francją przeciwko Rosji.
W 1859 Francja stanęła po stronie Królestwa Sardynii w wojnie przeciw Austrii. Napoleon III nie dotrzymał danej Cavourowi obietnicy, że Francja będzie brała czynny udział w wojnie aż do zdobycia Królestwa Lombardzko-Weneckiego. Po krwawych bitwach pod Magentą i Solferino, stanowiących wspólne sardyńsko-francuskie zwycięstwa, Napoleon zaczął sądzić, że kontynuacja wojny byłaby zbyt kosztowna i bez wiedzy Cavoura zawarł z Austrią odrębny pokój, w ramach którego Austria miała zrzec się tylko samej Lombardii. Z powodu odmowy austriackiego rządu przekazania jakichkolwiek terytoriów Królestwu Sardynii ustalono, że Lombardia zostanie przekazana Napoleonowi, który dopiero przekaże jej terytorium Sardynii, by uniknąć „wprawienia w zakłopotanie” Austriaków. Jako że nie dotrzymał danych Cavourowi obietnic, Napoleon pozwolił Sardynii zatrzymać Sabaudię i Niceę.
5 marca 1860 Parma, Toskania, Modena i Romania na drodze referendum przyłączyły się do Królestwa Sardynii. Zaniepokoiło to Napoleona III, który obawiając się wzrostu siły południowo-wschodniego sąsiada naciskał, by Sardynia w zamian za zachowanie swoich nabytków terytorialnych oddała Francji Niceę i Sabaudię. Stało się to po przeprowadzeniu referendów (których wynik był podważany), wykazujących na obszarach 90% poparcie dla przyłączenia się do Francji. W 1860 Giuseppe Garibaldi rozpoczął kampanię, w której w imię Królestwa Sardynii zajął południowe Włochy. Garibaldi szybko pokonał Królestwo Obojga Sycylii i pomaszerował do Gaety. Cavour był wtedy wystarczająco zadowolony z postępów procesu jednoczenia Włoch, podczas gdy Garibaldi chciał zająć Rzym. Tak dla pierwszego ministra, jak i króla Garibaldi miał zbyt rewolucyjne poglądy. 17 marca 1861 proklamowano Królestwo Włoch – akt ten zakończył istnienie Królestwa Sardynii jako niezależnego państwa. Piemont miał stać się najważniejszym i najbogatszym regionem Włoch a piemoncka stolica, Turyn, pozostawała stolicą nowo utworzonego królestwa do 1865, kiedy przeniesiono ją do Florencji. Dynastia sabaudzka miała panować we Włoszech aż do 1946, kiedy proklamowano republikę.

## Lista premierów Królestwa Sardynii
| Czas sprawowania urzędu | Czas sprawowania urzędu | Grafika | Polityk                       |
| ----------------------- | ----------------------- | ------- | ----------------------------- |
| 18 marca 1848           | 27 czerwca 1848         |         | Cesare Balbo                  |
| 27 czerwca 1848         | 15 sierpnia 1848        |         | Gabrio Casati                 |
| 15 sierpnia 1848        | 11 października 1848    |         | Cesare Alfieri di Sostegno    |
| 11 października 1848    | 16 grudnia 1848         |         | Ettore Perrone di San Martino |
| 16 grudnia 1848         | 21 lutego 1849          |         | Vincenzo Gioberti             |
| 21 lutego 1849          | 27 marca 1849           |         | Agostino Chiodo               |
| 27 marca 1849           | 7 maja 1849             |         | Claudio Gabriele de Launay    |
| 7 maja 1849             | 21 maja 1852            |         | Massimo d’Azeglio             |
| 21 maja 1852            | 4 listopada 1852        |         | Massimo d’Azeglio             |
| 4 listopada 1852        | 4 maja 1855             |         | Camillo Cavour                |
| 4 maja 1855             | 19 czerwca 1859         |         | Camillo Cavour                |
| 19 czerwca 1859         | 21 stycznia 1860        |         | Alfonso Ferrero La Marmora    |
| 21 stycznia 1860        | 23 marca 1861           |         | Camillo Cavour                |